# Zeltornis ginsburgi
Zeltornis ginsburgi Balouet, 1981 è un uccello estinto, vissuto nel Miocene inferiore in Libia.

## Un airone gigante
Probabilmente questo uccello assomigliava all'attuale nitticora, ma era molto più grande: l'altezza doveva raggiungere i due metri, e l'apertura alare arrivava ai 2,5 metri. Si conosce uno solo osso fossile, un coracoide destro; nonostante ciò, quest'osso è abbastanza particolare da permettere di catalogare Zeltornis nella famiglia degli aironi. In particolare, sembrerebbe essere strettamente imparentato con le nitticore, ma non può esserne un diretto antenato in quanto il genere Nycticorax esiste almeno dall'Oligocene. Il nome Zeltornis deriva dalla località di Djebel Zelten in Libia, dove i fossili sono stati ritrovati.